# Coelogyne fuscescens
Coelogyne fuscescens är en orkidéart som beskrevs av John Lindley.
Coelogyne fuscescens ingår i släktet Coelogyne och familjen orkidéer. Inga underarter finns listade i Catalogue of Life.

## Bildgalleri

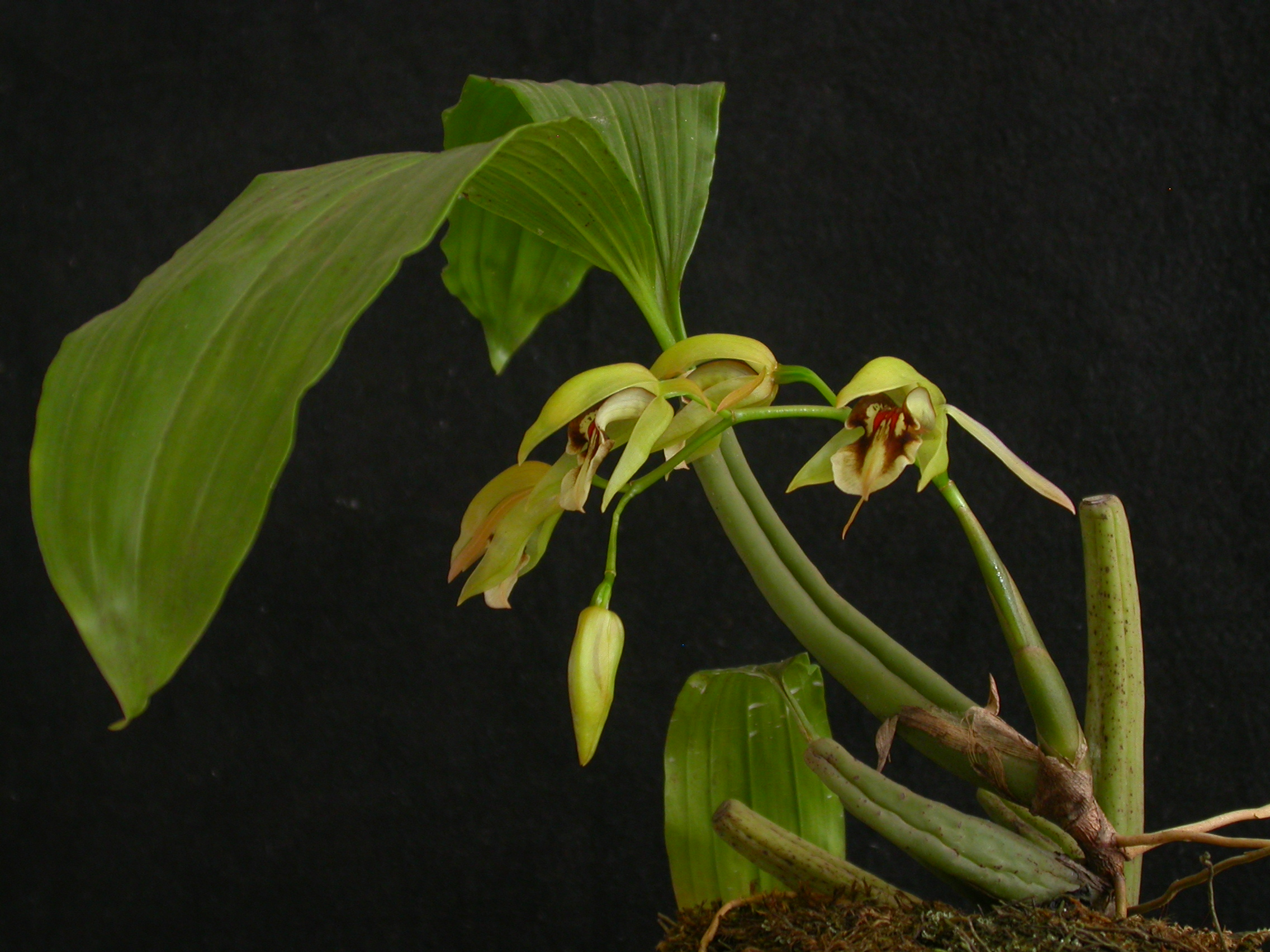
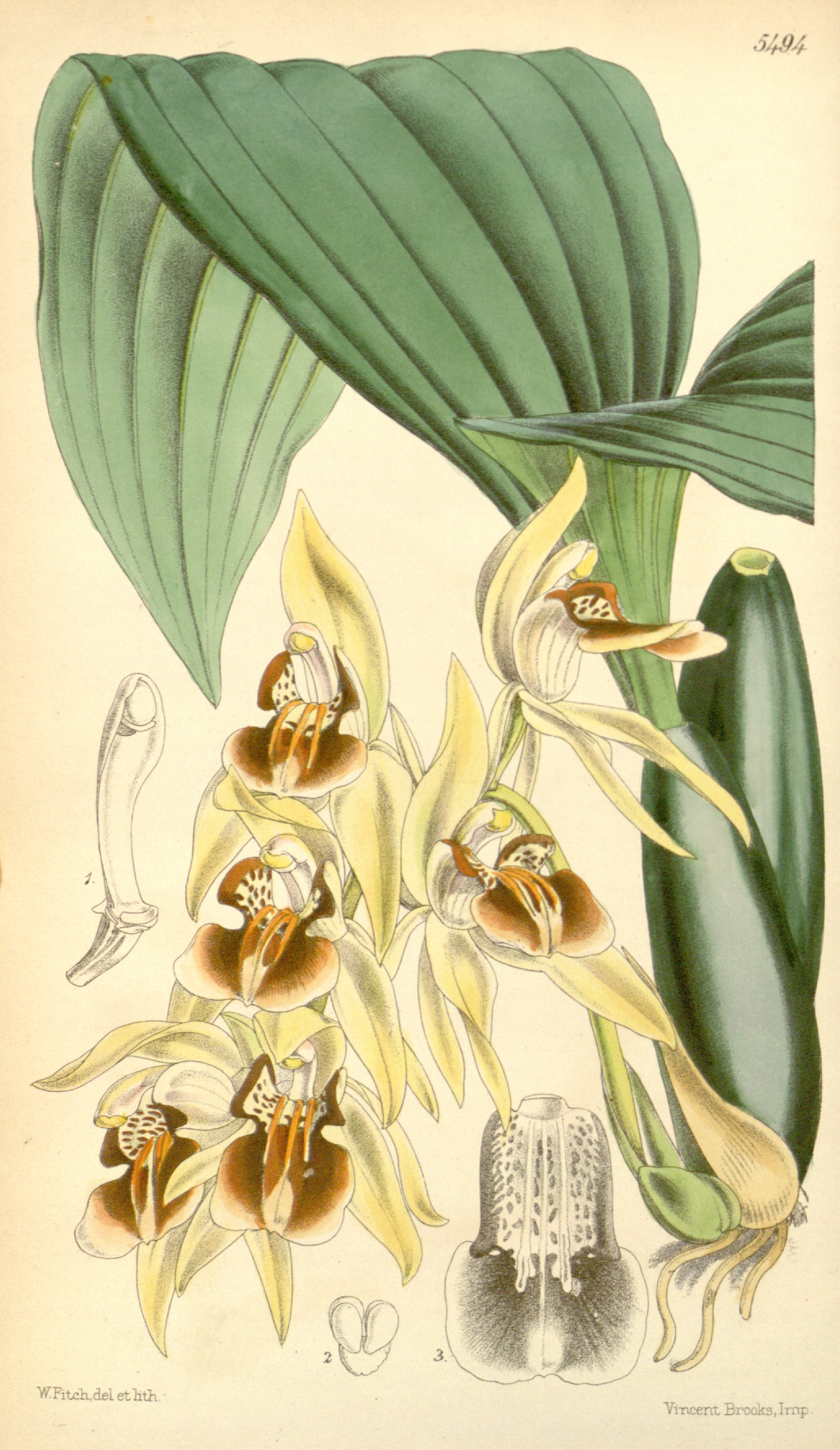
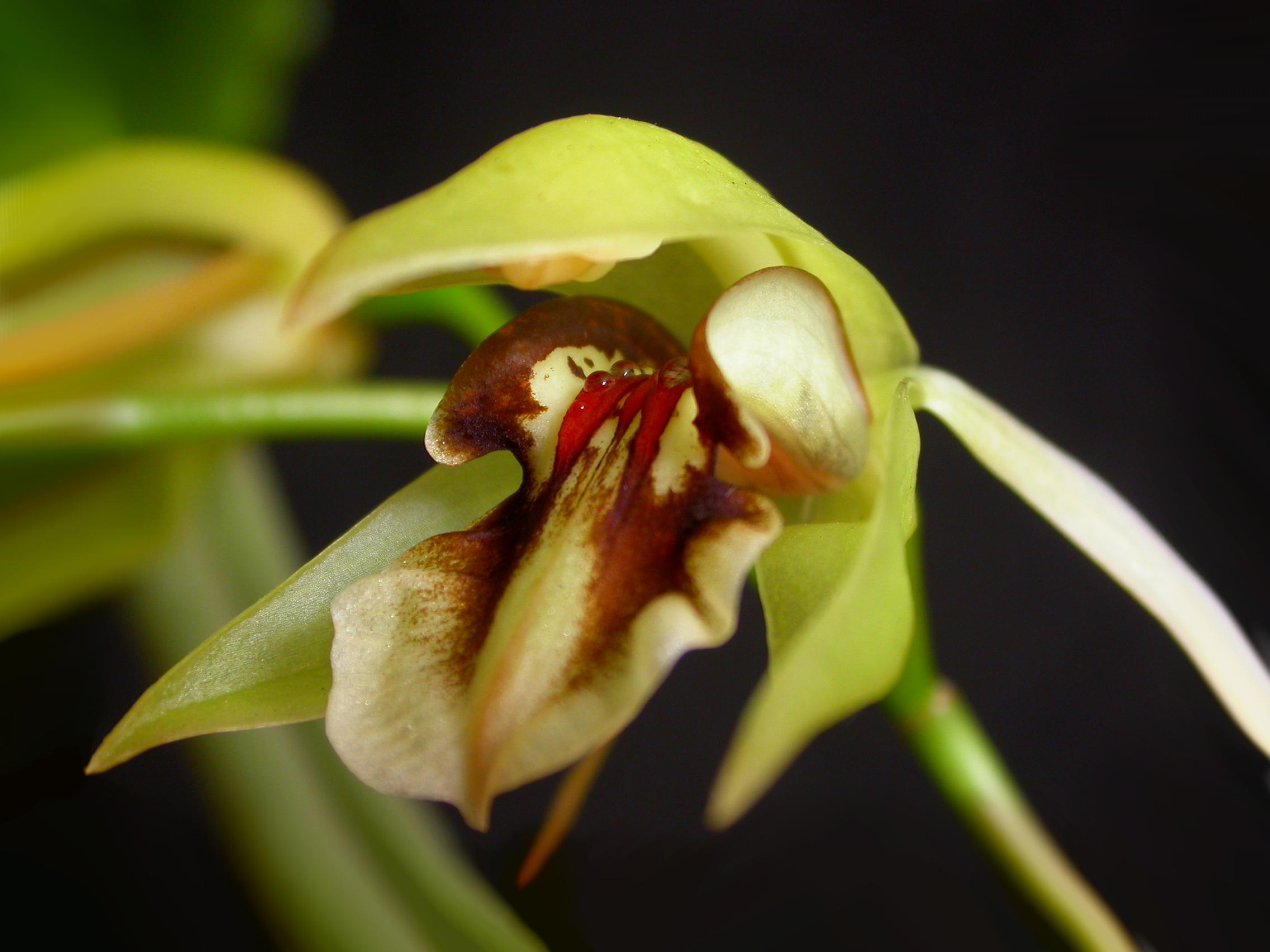